# 日本産科婦人科学会
公益社団法人日本産科婦人科学会（こうえきしゃだんほうじん にほんさんかふじんかがっかい、英: The Japan Society of Obstetrics and Gynecology、略称: JSOG）は、東京都中央区京橋に事務局を置く日本の医学系学会である。

## 概要
日本婦人科学会と産科婦人科医学会の2学会が発展解消し、第二次世界大戦後の1949年（昭和24年）4月に統合して発足した。初代学会長は篠田糺。
定款によれば、産科学及び婦人科学の進歩発展を図り、もって人類･社会の福祉に貢献すること、を目的にしている。学会誌として和文誌『日本産科婦人科学会雑誌』（略称: 日産婦誌）と英文誌『The Journal of Obstetrics and Gynaecology Research』を定期刊行しており、『日産婦誌』および『学術講演会抄録』は日本産科婦人科学会雑誌ウェブサイトでインターネット公開している。
以前は文部科学省所管の社団法人だったが、公益法人制度改革にともない、2011年（平成23年）4月1日に公益社団法人に移行した。日本“産婦人科”学会と呼ばれることもあるが、正式名称は日本産科婦人科学会である。また、産婦人科医の職能団体である日本産婦人科医会とは別団体である。

## 沿革
- 1902年（明治35年） - 日本婦人科学会、設立[6]。
- 1915年（大正4年） - 産科婦人科医学会、設立[6]。
- 1949年（昭和24年）4月26日 - 日本婦人科学会と産科婦人科医学会の合併により設立。
- 1971年（昭和46年）9月 - 『日本産科婦人科学会史』を刊行[7][8]。
- 1977年（昭和52年）1月 - 社団法人となる。
- 1998年（平成10年）4月 - 『日本産科婦人科学会50年史』を刊行[9]。
- 2011年（平成23年）4月 - 公益社団法人となる。